# Pederastija
Pederastija (iz starogrč. παις, παιδος i starogrč. ἐραστής) je naziv za intimni homoseksualni odnos između odrasle muške osobe i adolescenta dječaka koji nisu u međusobnoj srodnosti. Riječ potječe iz starogrčkog jezika i znači ljubav prema dječacima, a nastala je od grčkog παῖς (pais) "dijete, dječak " i ἐραστής (erastes) "ljubavnik".
Tijekom povijesti, pederastija je postojala u mnogim kulturama. Status pederastije promijenjen je tijekom povijesti, od pozitivnog u kasnoj starogrčkoj i rimskoj kulturi, do krajnje negativnog u novoj judeo-kršćanskoj kulturi, i danas se smatra spolnim zlostavljanjem i kaznenim djelom. U europskoj povijesti najpoznatija manifestacija pederastije je ona iz grčke kulture, koja je svoj vrhunac doživjela u 6. stoljeću pr. Kr. Grčka pederastija bila je predmet više filozofskih debata.
Danas je zakonski status pederastije u mnogim zemljama određen time je li dječak u dobi koje je po zakonu te zemlje dob kad osoba može samostalno odlučivati. Ako dječak nije u toj dobi, onda se pederastija smatra protuzakonitom i tretira se kao spolno zlostavljanje djece.